# Всіхсвятська церква (Ніжин)
Всіхсвятська церква або Храм Всіх святих — побудований у 1782 році, на місці дерев'яного грецького храму що існував на цьому місці з 1696 року. Замовник і організатор будівництва «Ніжинське грецьке братство» за сприяння Івана Мазепи. Нині Всіхсвятський храм є другим кафедральним собором Чернігівської єпархії Православної церкви України.

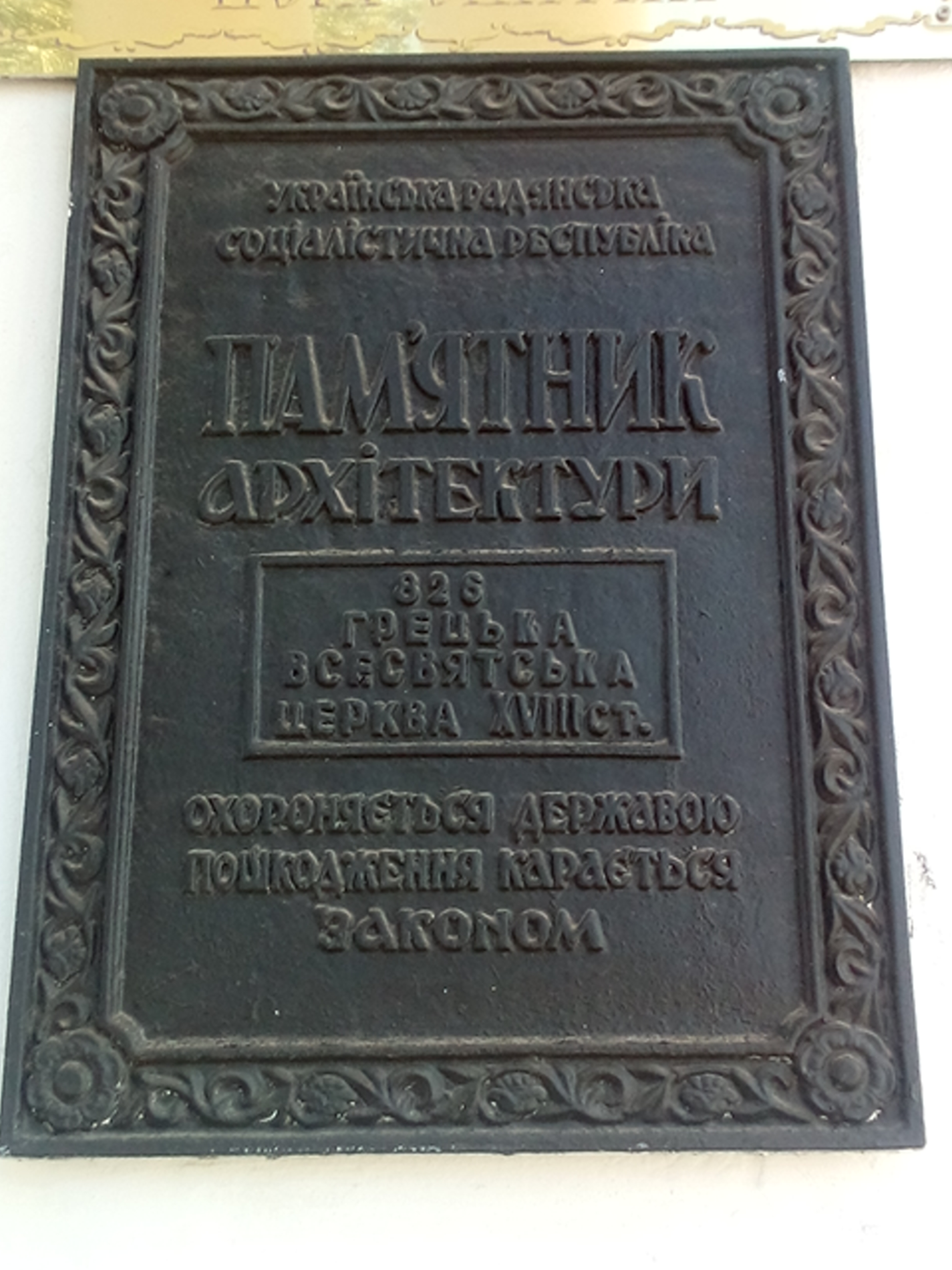
Охоронна табличка

## Архітектура
Церква будувалась за тією ж схемою, як і ще одна грецька церква міста Ніжина — Михайлівська. Балканський архаічний тип зальної церкви з апсидами-крилосами. Але більших розмірів, ніж Михайлівська. 
Храм прикрашала найвища у тогочасному Ніжині чотирьохярусна дзвіниця (втрачена). У храмі був срібний іконостас. Ікони були виконані грецькими майстрами. 
Церква  має великі підвали, де греки зберігали свої товари. З часом церква перебудовувалась, останній раз 1805. Зокрема храм був прикрашений класичними портиками доричного ордеру, що надало церкві чітких рис класицизму. Спаровані колони несуть антаблемент з трикутним фронтоном, кути центрального об'єму оздоблено тричвертними колонами. 

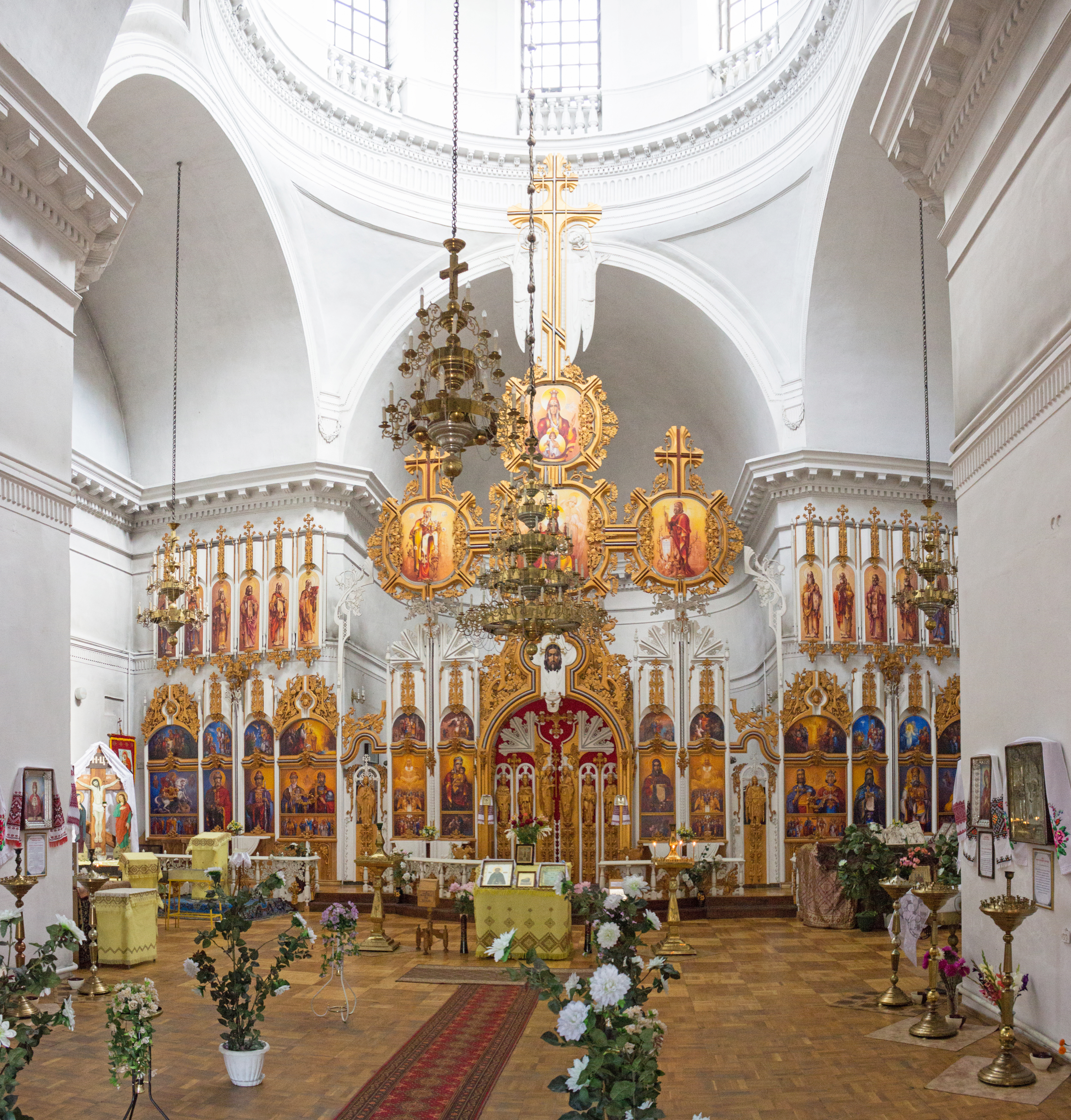
Інтер'єр церкви

Високий, прикрашений ордерною системою з подовдженими вікнами барабан надає інтер'єру храму відчуття простору, підсилене рівним та спокійним освітленням. Величі і парадності хрестподібному Всіхсвятському собору додає позолочений купол. Храм стоїть на склепіннях, які в центрі опираються на кам'яний стовп.